# David Marks (musiker)
David Marks, född 22 augusti 1948, är en amerikansk musiker och var medlem i The Beach Boys 1962-1963, då han tillfälligt ersatte Al Jardine. Marks återvände till The Beach Boys 1997-1999, men tvingades sluta på grund av sjukdom.
I mars 2007 publicerades Marks' biografi.

## Diskografi
- The Lost Years 1964 -2005 (2005)
- I Think About You Often (2006)

## Biografi
- The Lost Beach Boy (2007) (biografi skriven av Jon Stebbins)